# Chinatsu Kira
Chinatsu Kira (jap. 吉良 知夏, Kira Chinatsu; * 5. Juli 1991 in Usuki) ist eine japanische Fußballspielerin.

## Karriere

### Verein
Sie begann ihre Karriere bei Urawa Reds. Sie trug 2014 zum Gewinn der Nihon Joshi Soccer League bei.

### Nationalmannschaft
Mit der japanischen U-17-Nationalmannschaft qualifizierte sie sich für die U-17-Weltmeisterschaft der Frauen 2008.
Kira absolvierte ihr erstes Länderspiel für die japanischen Nationalmannschaft am 8. Mai 2014 gegen Neuseeland. Sie wurde in den Kader der Asienmeisterschaft der Frauen 2014 und Asienspiele 2014 berufen. Insgesamt bestritt sie 12 Länderspiele für Japan.

## Errungene Titel

### Mit der Nationalmannschaft
- Asienmeisterschaft: 2014

### Mit Vereinen
- Nihon Joshi Soccer League: 2014